# Mikhaïl Kharit
Mikhaïl Kharit (né le 2 juillet 1955, Moscou) est un scientifique soviétique et russe, architecte, docteur en sciences techniques, professeur, écrivain, lauréat du prix du Komsomol en science et technologie.

## La biographie et les activités de recherche
M. Kharit naît à Moscou le 2 juillet 1955, dans une famille de scientifiques. En 1977, il est diplômé de l’université d'État des voies de communication de Moscou (MIIT). Il poursuit des études supérieures à MIIT.
En 1981, il soutient sa thèse de candidat. La principale conclusion de la thèse est incluse comme un élément distinct aux Normes et Règles de construction de l’URSS (SNiP). Après il travaille à l'Institut de recherches de la construction de voies de communication (CNIIS) dans le poste de chef du «Laboratoire central de protection des constructions métalliques et en béton armé contre les influences externes».
En 1989, il devient le lauréat du prix du Komsomol en science et technologie «Pour la création des méthodes hautement performantes de stabilisation des excavations souterraines, construits dans les conditions géotechniques difficiles avec l'utilisation de nouveaux matériaux composites».
En 1987, il prend la tête d’un grand holding russe du domaine d'architecture et de construction «Intex». En 1998-2001, en tant qu'architecte, il participe à la restauration de bâtiments historiques en Russie, Angleterre, Italie.
M. Kharit invente une nouvelle pierre artificielle (béton architectural) avec changement d'apparence, de couleur et de caractéristiques de résistance au gel, d'étanchéité et de durabilité, ainsi que la technologie nommée «INTEX. La pierre blanche». Le nouveau matériel et la technologie sont destinés à la construction et la rénovation de maisons de styles historiques et approuvés et recommandés pour une mise en œuvre sur les sites de Moscou lors de la séance du Conseil municipal de Moscou. Par la suite, ces travaux sont poursuivis par son fils Oleg Kharit,.
En 1997, pour son importante contribution au développement de Moscou M. Kharit est décoré de la médaille «À la mémoire de 850 ans de Moscou».
En 2001, M. Kharit publie le premier volume de l'encyclopédie de l'architecture monographique «La Nouvelle ère du manoir russe».
En 2003, «The New York Times» nomme Kharit un des plus grands architectes-constructeurs de la Russie.
Depuis le début des années 2000, M. Kharit commence à faire de la recherche dans le domaine de l'influence du style architectural sur la santé de l'homme. Il développe un nouvel algorithme et crée un programme qui utilise l'équation de régression et les séries de Fourier pour l'analyse des données statistiques collectés.
En 2005, M. Kharit publie son deuxième volume de l'encyclopédie de l'architecture monographique «Une belle maison. Les idées architecturales de différents pays». Dans la même année, il défend sa thèse de doctorat, obtient le grade de docteur en sciences techniques et le titre de professeur.
Il est élu Président du « Fond commun des recherches socio-économiques, du développement de l'architecture, de la science, de la culture et de l'art «Unité»» et admis comme membre de l'Union des journalistes. Sous sa direction est publiée la revue périodique Art nouveau, dans laquelle il y a des recherches dans le domaine de l'architecture, de la videoécologie, ainsi que les recherches scientifiques dans le domaine de la psychophysique, de la philosophie, de la neuropsychologie et de la religion.
Il participe à des expéditions scientifiques en Antarctique, au lac du Loch Ness, dans le Château d'Antoine Thomson d'Abbadi, aux Pyrénées, au pays cathare et au pays basque, aux pyramides de l'Égypte, à la mer Morte et aux fouilles archéologiques en Israël, Italie, Grèce, France. Il publie une série d'articles sur la philosophie, l'histoire des religions, la kabbale, la théologie,,,,.
En 2006, M. Kharit publie une monographie «Le Mystère des Saintes Écritures. Les Commentaires sur la Bible et de la Torah», et, en 2008, est sorti le troisième volume de l'encyclopédie de l'architecture monographique «Les maisons, les châteaux et les manoirs célèbres». En 2015, M. Kharit publie son premier roman Les Pêcheurs et les Vignerons.
Le nouveau roman "Les Pêcheurs et les Vignerons. Au début du changement" a été publié en 2020. En 2022, le livre "Ar-Megiddo Carnival" a été publié.
Il est maître de la boxe, pratique le karaté kyokushinkai et le combat corps à corps.